# Audrys Nin Reyes
Audrys Nin Reyes (né le 2 janvier 1995 à Tamayo) est un gymnaste artistique dominicain. Il est médaillé d'or du saut de cheval aux Jeux panaméricains de 2019 et de 2023. Il est le premier gymnaste dominicain à remporter une médaille d'or aux Jeux panaméricains. Il est égalemen le premier gymnaste dominicain à remporter une médaille d'or lors d'une épreuve de la Coupe du monde, à Osijek en 2017. Il est le champion panaméricain de saut de cheval et de barre fixe en 2017 et le champion de saut de cheval des Universiades 2017 . Il est également champion de saut de cheval aux Jeux d’Amérique centrale et des Caraïbes 2018 et 2023. Il se qualifie pour représenter la République dominicaine aux Jeux olympiques d'été de 2024, devenant ainsi le premier gymnaste masculin de son pays à le faire.

## Carrière
Nin Reyes grandit en jouant au baseball et au basket-ball et commence la pratique de la gymnastique à l'âge de 11 ans. Il déménage à Saint-Domingue pour s'entraîner peu de temps après. Au niveau junior, Nin Reyes remporte la médaille de bronze au saut de cheval aux Championnats panaméricains 2012. Il se classe également classé dix-huitième au concours général et sixième à la barre fixe,.
Nin Reyes commence à concourir au niveau senior en 2013. Aux Jeux bolivariens de 2013, il remporte la médaille d'or au saut de cheval et la médaille de bronze à la barre fixe. Il fait ses débuts aux Championnats du monde à Anvers la même année mais il ne se qualifie pour aucune finale. Il termine 71e lors du tour de qualification du concours général.
Nin Reyes est médaillé d'argent au saut de cheval lors de l' Anadia World Challenge Cup 2014. Il est 2e ex-aequo avec Sean Melton à la barre fixe au Festival panaméricain des sports 2014. Il se classe également huitième aux exercices au sol, quatrième au cheval d'arçons et au saut de cheval et sixième aux barres parallèles. Aux Jeux d'Amérique centrale et des Caraïbes de 2014, il remporte la médaille d'argent au saut derrière le Cubain Manrique Larduet. De plus, il termine sixième au concours général et quatrième au sol,.
Nin Reyes remporte la médaille de bronze à la barre fixe lors de la Coupe du monde de Sao Paulo 2015. Quelques semaines plus tard, lors de la Coupe du monde d'Anadia, il se classe huitième au saut de cheval et septième à la barre fixe,. Il représente ensuite la République dominicaine aux Jeux panaméricains de 2015 où il est le troisième réserviste pour la finale du saut de cheval et le deuxième réserviste pour la finale de la barre fixe ; il ne se qualifie pour aucune finale. Malgré une fracture de deux doigts, il participe quand même aux Championnats du monde 2015 à Glasgow, mais il ne dépasse pas le tour de qualification, terminant 96e au concours général. En conséquence, la République dominicaine n'obtient pas de place pour l' épreuve test olympique de 2016, ce qui signifie que Nin Reyes n'a pas pu se qualifier pour les Jeux olympiques de 2016.
Nin Reyes est devenu le premier gymnaste dominicain à remporter une médaille d'or lors d'une épreuve de Coupe du monde FIG lorsqu'il remporte la médaille d'or au saut de cheval lors de la Coupe du monde de défi d'Osijek 2017,. Il termine également septième aux barres parallèles et cinquième à la barre fixe,. Puis aux Championnats panaméricains de Lima, il remporte les titres au saut de cheval et à la barre fixe, ainsi que le bronze aux barres parallèles. Il représente la République dominicaine aux Universiades d'été 2017 organisées à Taipei, obtenant la médaille d'or au saut de cheval. Il remporte une autre médaille d'or au saut de cheval à la Paris World Challenge Cup. Il n'a pas pu participer aux Championnats du monde 2017 à Montréal en raison d'une blessure au genou.
Lors de la Osijek World Challenge Cup 2018, Nin Reyes est médaillé de bronze aux barres parallèles et se classe cinquième au saut de cheval. Lors de la Koper World Challenge Cup, il remporte la médaille d'argent à la barre fixe et se classe sixième au saut de cheval. Il est choisi comme porte-drapeau de la République dominicaine pour les Jeux d'Amérique centrale et des Caraïbes de 2018 à Barranquilla ; il y remporte la médaille de bronze au concours général derrière les gymnastes cubains Manrique Larduet et Randy Lerú et, dans les finales par épreuve, il obtient la médaille d'or au saut de cheval et la médaille de bronze au cheval d'arçons. Il se classe également sixième aux anneaux et aux barres parallèles et septième aux exercices au sol et à la barre fixe. Plus tard cette année-là, il participe aux Championnats panaméricains 2018, terminant huitième au saut de cheval et 23e au concours général,. Aux Championnats du monde 2018 organisés à Doha, il ne concourt qu'au saut de cheval, terminant 28e lors de l'épreuve de qualification et n'accédant donc pas à la finale.
Lors de la Koper World Challenge Cup 2019, Nin Reyes se classe quatrième au saut de cheval. Il devient le premier gymnaste de la République dominicaine à remporter une médaille d'or aux Jeux panaméricains en obtenant le titre de saut de cheval aux Jeux panaméricains de 2019,. Aux Championnats du monde 2019, il termine 66e au concours général et n'accède à aucune finale. Ce résultat signifie qu'il ne se qualifie pas automatiquement pour les Jeux olympiques de 2020.
Nin Reyes participe à la Coupe du monde 2020 pour tenter de se qualifier pour les Jeux olympiques de 2020. Après les Championnats du monde, il participe à l'épreuve de Coupe du monde de Cottbus, obtenant la médaille d'argent au saut de cheval derrière l'Ukrainien Igor Radivilov, obtenant 30 points pour la qualification olympique. Lors de la Coupe du monde de Melbourne 2020, il termine huitième de la finale du saut de cheval obtenant 12 points de qualification olympique. Puis lors de la Coupe du monde de Bakou 2020, il termine 11e du tour de qualification, faisant de lui le troisième réserviste pour la finale ; il n'obtient que 6 points de qualification olympique grâce à ce résultat, et termine septième au classement général du saut de cheval de la Coupe du monde, n'obtenant pas de place olympique.
Nin Reyes participe aux Championnats panaméricains 2021 à Rio de Janeiro, sa dernière chance de remporter une place olympique. Cependant, une blessure à la cheville le limite à deux épreuves, ce qui signifie qu'il ne peur pas remporter de place olympique,,. Il termine 21e au concours général aux Championnats panaméricains 2022. Fin 2022, il se blesse à un ligament de la cheville droite, mais il choisit de ne pas se faire opérer afin de concourir pour une place aux Jeux olympiques de 2024,.
Nin Reyes commence la saison 2023-2024 lors de la Coupe du monde de Cottbus 2023, sans atteindre de finale. Il termine neuvième au saut de cheval lors des qualifications de la Coupe du monde de Doha 2023, faisant de lui le deuxième réserviste pour la finale. Il se classe 18e au concours multiple aux Championnats panaméricains 2023 organisés à Medellín. Puis aux Jeux d'Amérique centrale et des Caraïbes 2023, il remporte la médaille d'argent au concours général derrière le Cubain Diorges Escobar. Dans les finales par épreuve, il remporte l'or au saut de cheval, l'argent à la barre fixe et le bronze au cheval d'arçons. Il termine quatrième aux barres parallèles et cinquième avec l'équipe dominicaine. Il participe ensuite aux six épreuves de la Paris World Challenge Cup, mais il n'accède à aucune finale. Aux Championnats du monde 2023, il termine 10e au saut de cheval lors de l'épreuve de qualification, faisant de lui le premier réserviste pour la finale. Par conséquent, il n’obtient pas de qualification olympique au saut de cheval pour les Jeux olympiques de 2024, Kevin Penev étant mieux classé.
Aux Jeux panaméricains de 2023, Nin Reyes termine cinquième de la finale du concours général. Étant le gymnaste le mieux classé qui ne s'était pas encore qualifié pour les Jeux olympiques de 2024, Nin Reyes  reçoit le quota individuel. C'est la première fois qu'un gymnaste masculin de la République dominicaine se qualifiait pour les Jeux olympiques,. Il remporte ensuite la médaille d'or dans la finale du saut de cheval, défendant son titre aux Jeux panaméricains et il se classe septième dans la finale de la barre fixe.
En juillet 2024, il est nommé porte-drapeau de la délégation de la République dominicaine aux Jeux olympiques d'été de 2024 en compagnie de l'athlète Marileidy Paulino.

## Vie privée
Depuis 2023, Nin Reyes est étudiant à l'université autonome de Saint-Domingue où il étudie l'éducation physique. Il a acheté une maison pour sa mère avec l'argent de la Coupe du monde 2017. Il parle anglais et espagnol.

## Distinctions
Le Comité olympique de la Dominique a nommé Nin Reyes athlète de l'année en 2018.

## Compétences éponymes
Nin Reyes possède deux compétences de cheval d'arçons qui portent son nom dans le Code de pointage.
| Appareil        | Nom          | Description                                                             | Difficulté |
| --------------- | ------------ | ----------------------------------------------------------------------- | ---------- |
| Cheval d'arçons | Nin Reyes    | Tout mouvementavant. 3/3 avec ½ pivot d'une poignée sur l'autre poignée | D          |
| Cheval d'arçons | Nin Reyes II | Mouvement 3/3 sur les deux poignées avec ½ pivot                        | E          |

1. ↑  Valide pour le Code de pointage 2022–2024